# 載域龍屬
載域龍屬（學名：Atlantosaurus）意為「地圖蜥蜴」，是種蜥腳下目梁龍科恐龍，目前的狀態為疑名。模式標本是由Arthur Lakes在美國科羅拉多州莫里遜組發現，之後由耶魯大學的古生物學家奧塞內爾·查利斯·馬什在1877年所命名，當時被歸類於泰坦巨龍的一個種，山泰坦巨龍（Titanosaurus montanus）。馬什隨後發現這些新種恐龍，年代早於泰坦巨龍，因此個別建立為新屬，載域龍（A. montanus）。一些研究人員提出載域龍可能是迷惑龍的異名。

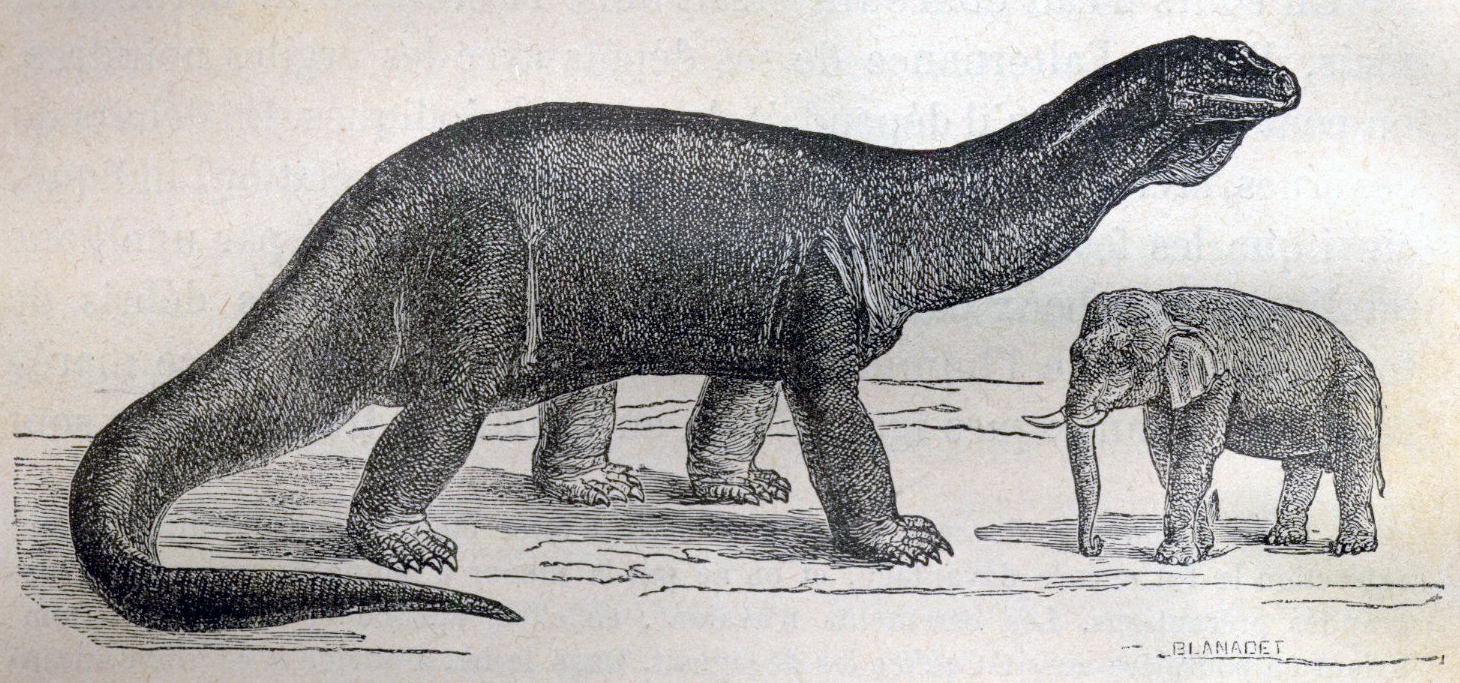
載域龍的早期想像圖

載域龍是在19世紀後期的化石戰爭期間所發現，當時馬什與愛德華·德林克·科普兩人為了互相競爭，競相命名新的恐龍。在發現之時，載域龍因其巨大的體型，以及脊椎內的側腔而著名。但不久後，這些特徵被視為蜥腳類恐龍的常見特徵，所以很難根據載域龍僅有的二個脊椎，來與其近親做出分別。目前並不清楚載域龍是否為獨立的屬，所以狀態為疑名。

## 外部連結
- Atlantosaurus in the Dinosaur Encyclopaedia （页面存档备份，存于） at Dino Russ's Lair
- Morrison Natural History Museum